# Mea bipunctella
Mea bipunctella är en fjärilsart som beskrevs av William George Dietz 1905. Mea bipunctella ingår i släktet Mea och familjen äkta malar. Inga underarter finns listade i Catalogue of Life.